# جمله دعایی
جمله دعایی یکی از انواع پنج گانهٔ جمله در زبان فارسی است که در آن دعا یا نفرین وجود دارد. امروزه از مضارع التزامی برای جملات دعایی استفاده می‌شود. 
نمونه: «انشاءالله خدا شما را سلامت کند».
در فارسی قدیم برای جمله دعایی به قبل از شناسهٔ «د»، در مضارع سوم شخص مفرد، «الف» می‌افزودند و گاهی به جزء پیشین آن، «ب» می‌افزودند.
نمونه: «خدایش بیامرزاد».